# Idaea floccosa
Idaea floccosa är en fjärilsart som beskrevs av Arnold Pagenstecher 1900. Idaea floccosa ingår i släktet Idaea och familjen mätare. Inga underarter finns listade i Catalogue of Life.